# 上条町 (安城市)
上条町（じょうじょうちょう）は、愛知県安城市の町名。旧碧海郡上条村の一部。

## 地理
碧海台地の東端、安城市東部に位置する。地内の半ばが耕地である。集落は開析谷に挟まれた台地上に位置し、東部の低地を西鹿乗川が南流する。第二種兼業農家の多い農業・住宅地域である。
北東部を大岡町・山崎町、東部を岡崎市昭和町・島坂町、南部で安城町、西部で浜富町・東新町と接している。また、北西部の一点で新明町と接している。

### 河川
- 西鹿乗川 - 地域東部を南流している。

### 小字
町内には以下の小字が置かれている。
| - 入谷 - 浮橋 - 大通 - 機操 - 川添 - 観音 - 北浦 - 北組 - 経根 - 熊野林 - 高野田 - 小堤 - 小薮 - 郷場 - 五斗代 | - 三平 - 新造 - 十三塚 - 背戸田 - 千度 - 堂前 - 中道 - 中屋敷 - 西荒井 - 西浦 - 根崎 - 浜道 - 東組 - 東上条 - 菱田 | - 吹付 - 富士塚 - 報土寺 - 法蓮寺 - 万五郎 - 南組 - 向畔 - 山合 - 山端連 - 弓的場 - 横土井 - 横道 - 万五郎崎 |

## 歴史
弥生時代中期から平安時代にかけての複合遺跡である上条遺跡群が地内に存在する。上条遺跡群は根崎遺跡を中心とした遺跡群で、八面文球形土製品や新羅土器各一点等が出土した集落跡である。養老2年（718年）9月に開かれた白山媛神社が古くは「大市社」と呼ばれたとする伝承から『和名類聚抄』の碧海郡大市郷に比定する説がある。
室町時代後期にも三河国碧海郡のうちに「上条」の地名が見られる。弘治2年（1556年）正月11日付けの堀道清・堀宗政連署田地寄進状に「壱石壱斗目　在所上条中尾、上条隼人より買徳也……上条女清ため也」とあり、大樹寺に上条の土地が寄進された記録が残されている。碧海郡上条村の村名は江戸時代にも見られ、はじめ旗本本間宮左衛門知行、寛保元年には天領となり、明和7年（1770年）一部が沼津藩（明治元年に菊間藩に転封）領となり、天明2年（1782年）残った天領が岡崎藩領と旗本巨勢六左衛門の知行となる。他に慶長8年（1603年）9月代々将軍家によって寄進された白山媛神社別当天台宗神光寺領（上条白山媛神社領）50石があった。村高は『三河国村々高附（寛永高附）』で762石余、『元禄郷帳』では750石、『天保郷帳』『旧高旧領取調帳』で775石余。
1889年（明治22年）町村制の施行により平貴村大字上条となる。1906年（明治39年）安城町大字上条、1952年（昭和27年）安城市大字上条、1956年（昭和31年）安城市上条町となる。1960年（昭和35年）西側の一部が安城町の一部と合わせ日の出町となる。日の出町は1964年（昭和39年）に安城市南町の一部も編入している。明治20年代までは綿畑が主流だったが、1931年（昭和6年）西部の荒地に鈴木織布工場、1944年（昭和19年）には軍需産業の名古屋鍛工の工場が作られる。工場跡地は1948年（昭和23年）伏原毛糸紡績の工場となった。1969年（昭和44年）伏原毛糸紡績の工場は自動車部品製造のフタバ産業安城工場に変わった。1990年（平成2年）9月15日、宅地化の進んだ西側の一部が安城東部土地区画整理事業の一環として新町名法連町、東明町、新明町、東新町、浜富町として分立する。

### 地名の由来
日本古代における条里制の上手（北部）を意味するもの、あるいは志貴荘上条に由来するものと推定される。

## 世帯数と人口
2019年（平成31年）4月30日現在の世帯数と人口は以下の通りである。
| 大字   | 世帯数  | 人口    |
| ------ | ------- | ------- |
| 上条町 | 532世帯 | 1,421人 |

### 人口の変遷
国勢調査による人口の推移
| 1995年（平成7年）  | 1,179人 | [ 8 ]  |  |
| 2000年（平成12年） | 1,275人 | [ 9 ]  |  |
| 2005年（平成17年） | 1,383人 | [ 10 ] |  |
| 2010年（平成22年） | 1,408人 | [ 11 ] |  |
| 2015年（平成27年） | 1,381人 | [ 12 ] |  |

## 小・中学校の学区
市立小・中学校に通う場合、学区は以下の通りとなる。
| 番・番地等 | 小学校                 | 中学校             |
| ---------- | ---------------------- | ------------------ |
| 全域       | 安城市立安城東部小学校 | 安城市立安祥中学校 |

## 交通

### 鉄道
- JR東海道本線 - 地域北辺・山崎町との境界を縫うようにを西北から東南に貫いているが、駅は存在しない。

### バス
- 上条バス停 - 安城市のコミュニティバス「あんくるバス」西部線のバス停で、熊野林に設置されている。

### 道路
- 愛知県道47号岡崎半田線 - 地域北辺、大岡町荒古交差点西側の突端部分（上条町千度1-1本田新聞店北側[14][15]）を走っている。
- 愛知県道48号岡崎刈谷線 - 地域南部を東西に貫いている。
- 愛知県道286号安城桜井線 - 地域西辺を走っている。

## 施設
- 神光寺公民館
- 市営吹付住宅
- 安田新田ポンプ場

## 史跡
- 神光寺 - 浄土宗西山深草派の寺院。神仏分離以前は白山媛神社の神宮寺であった。
- 西覚寺
- 浄玄寺 - 字中屋敷に所在。
- 白山媛神社 - 字浮橋に所在。大岡白山神社、桜井神社と並んで三河三白山と並び称される。祭神は伊弉冉尊・徳川家康。
- 水分神社・上条弁財天 - 字千度に所在。「いぼ神様」として信仰されている。本多康重の勧請による。
- 上条城 - 浄玄寺の東隣に存在した。
- 神岳社
- 上条遺跡
- 小藪遺跡
- 富士塚
- 大胴塚

## その他

### 日本郵便
- 郵便番号 : 446-0023[3]（集配局：安城郵便局[16]）。